# قرار مجلس الأمن التابع للأمم المتحدة رقم 1651
قرار مجلس الأمن التابع للأمم المتحدة رقم 1651، الذي اتخذ بالإجماع في 21 ديسمبر 2005، بعد التذكير بالقرارات السابقة بشأن الوضع في السودان، ولا سيما القراران 1556 (2004) و1591 (2005)، مدد المجلس ولاية فريق خبراء رصد العقوبات ضد انتهاكات حقوق الإنسان في إقليم دارفور حتى 29 مارس 2006. كان هذا آخر قرار لمجلس الأمن اتخذ في عام 2005.

## أعمال
ومدد القرار، الصادر بموجب الفصل السابع من ميثاق الأمم المتحدة، فريق الخبراء المنشأ بموجب القرار 1591 (2005) حتى 29 آذار/مارس 2006 وطلب منه تقديم تقرير عن تنفيذ العقوبات وتقديم الملاحظات المتعلقة بحقوق الإنسان.

## روابط خارجية
- نص القرار في undocs.org